# Supernatural
Supernatural var en svensk popgrupp som bildades 2002 i TV-programmet Popstars. Deras första album, Dreamcatcher, såldes i mer än 40 000 exemplar. Warner Music, som Supernatural hade skivkontrakt med, gjorde dock enligt dem själva en förlustaffär med bandet. Detta resulterade i att samtliga gruppmedlemmar fick sparken år 2003.
Trots detta fortsatte bandet att spela, men eftersom skivbolaget ägde namnrättigheterna till Supernatural, bytte bandet namn till Caught Up. Efter ett år med nytt namn valde medlemmarna att gå skilda vägar. Däremot fortsatte två av medlemmarna, Robert Skowronski och Sebastian Zelle, sitt samarbete och bildade gruppen NEXX.

## Medlemmar
- Mathilda Carmbrant
- Linda Eriksson (numera Varg)
- Sandra Leto
- Robert Skowronski
- Sebastian Zelle

## Diskografi

### Album
- 2002 - Dreamcatcher

### Singlar
- 2002 - Supernatural
- 2002 - Rock U
- 2002 - Kryptonite